# Lisa Resch
Lisa Resch (* 4. Oktober 1908 in Partenkirchen; † 31. Januar 1949 in Garmisch-Partenkirchen) war eine deutsche Skirennläuferin.

## Biografie
Resch stammte aus dem oberbayerischen Skisportort Garmisch. In der zweiten Hälfte der 1930er Jahre war sie hinter ihrer Mannschaftskollegin Christl Cranz und neben Käthe Grasegger bei internationalen Wettbewerben die dominierende Fahrerin. Sie errang zwischen 1934 und 1939 bei Alpinen Skiweltmeisterschaften acht Medaillen und zählt damit zu den erfolgreichsten Skirennläuferinnen aller Zeiten. 1938 wurde sie im schweizerischen Engelberg Weltmeisterin in der Abfahrt.
Bei den Olympischen Winterspielen 1936, die in ihrem Heimatort ausgetragen wurden, belegte sie in der Kombinationswertung Rang 6. In der in die Wertung eingehenden Abfahrt hatte sie zunächst den zweiten Platz erreicht, fiel tagsdarauf aber mit einem achten Platz im Slalom im Klassement zurück.
1937 trug sie sich beim internationalen Hahnenkammrennen in Kitzbühel im Slalom und in der Kombination als erste Deutsche in die Siegerliste ein. Bei den SDS-Rennen in Grindelwald wurde sie 1938 Zweite im Slalom und Dritte in der Kombination und 1939 Dritte im Slalom.
Am 31. Januar 1949 erlag sie im Alter von 40 Jahren einem Herzinfarkt.

## Erfolge

### Olympische Winterspiele
- Garmisch-Partenkirchen 1936: 6. Kombination

### Weltmeisterschaften
- Cortina d’Ampezzo 1932: 14. Abfahrt, 23. Kombination, 25. Slalom
- St. Moritz 1934: 2. Slalom, 2. Kombination, 3. Abfahrt
- Mürren 1935: 8. Abfahrt, 12. Kombination, 21. Slalom
- Chamonix 1937: 3. Slalom, 6. Kombination, 9. Abfahrt
- Engelberg 1938: 1. Abfahrt, 3. Kombination, 4. Slalom
- Zakopane 1939: 2. Abfahrt, 3. Kombination, 4. Slalom